# Леди, о которых говорят
«Леди, о которых говорят» (англ. Ladies They Talk About) — американская криминальная драма режиссёров Говарда Бретертона и Уильяма Кили, которая вышла на экраны в 1933 году.
В основу фильма положена пьеса «Женщины в тюрьме» Дороти Маккэй и Карлтона Майлса. Фильм рассказывает о привлекательной женщине Нэн Тейлор (Барбара Стэнвик), которая входит в банду банковских грабителей. Оказавшись в тюрьме, Нэн помогает своим сообщникам бежать, однако побег заканчивается их гибелью. Нэн считает, что в этом виновен влюблённый в неё проповедник и борец с преступностью Дэвид Слейд (Престон Фостер), и после выхода на свободу решает ему отомстить, однако в ключевой момент пересматривает своё отношение к Слейду.
Фильм считается первой значимой картиной субжанра «женщины в тюрьме», который получил широкую популярность, начиная с 1950-х годов. Критики высоко оценили сцены, рассказывающие о тюремной жизни, вместе с тем посчитали слабыми криминальную и романтическую стороны картины.
В 1942 году на фильм был сделан римейк под названием «Леди-гангстер», главную роль в котором сыграла Фэй Эмерсон.

## Сюжет
Привлекательная молодая женщина Нэн Тейлор (Барбара Стэнвик) в составе банды принимает участие в ограблении банка. Сначала она заявляет по телефону о ложном происшествии, чтобы увести силы полиции, а затем заходит в банк, где под видом клиентки отвлекает внимание охранника. Тем временем её сообщники врываются в банк, совершают ограбление и скрываются на автомобиле. Нэн пытается незаметно уйти, однако, охранник просит её задержаться как свидетельницу, а прибывший детектив полиции Трейси (ДеВитт Дженнингс) опознаёт её как опытную преступницу. Популярный радиопроповедник и общественный деятель Дэвид Слейд (Престон Фостер) выступает с публичными лекциями, в которых резко критикует власти за коррупцию и бездействие в борьбе с преступностью. Говоря о серии из восьми ограблений в городе, Слейд упрекает власти за то, что по всем этим делам они задержали лишь одну женщину. По просьбе Слейда окружной прокурор Симпсон (Роберт Макуэйд) устраивает ему встречу с Нэн, в ходе которой выясняется, что они выросли в одном городке Бенисия, причём он родился в семье алкоголика, а она была дочерью священника, хотя и угодила затем в исправительную школу. Слейд очарован Нэн и готов ей помочь, публично выступая в её защиту. При очередной встрече с Нэн Симпсон заявляет ей, что уверен в её виновности, однако принял решение выпустить её на поруки Слейда, так как рассчитывает на его поддержку в ходе предстоящих выборов. После появления Слейда прокурор оставляет их наедине, и пара обнимается и целуется. Слейд убеждает её оставить всё плохое в прошлом и начать новую жизнь. Он предлагает Нэн вернуться в Бенисию, где та могла бы жить в доме вместе с его сестрой. Неверно истолковав слова Слейда о новой жизни, Нэн сознаётся ему, что участвовала в ограблении, после чего проповедник отказывается ей помогать, считая, что она должна понести наказание по закону. Прокурор передаёт дело в суд, и Нэн осуждают на срок от 2 до 5 лет в тюрьме Сан-Квентин.
В тюрьме Нэн быстро завоёвывает авторитет после конфликта с заключённой по прозвищу Сестра Сьюзи (Дороти Бёрджесс), которая заочно влюблена в Слейда и завидует Нэн. Ближайшей подругой Нэн становится Линда (Лиллиан Рот), которая знакомит её с тюремной жизнью, царящими порядками и другими заключёнными. Среди прочих заключённых Нэн сближается с бывшей хозяйкой борделя Тётей Мэгги (Мод Эбёрн), а также с негритянкой по прозвищу Горчица (Мадам Сал-Те-Ван). Слейд постоянно пишет Нэн письма, однако она рвёт их, не читая, а также отказывается от свиданий с проповедником. Полгода спустя Нэн получает письмо от гангстера Лефти Симонса (Гарольд Хубер), который сообщает, что в мужское отделение тюрьмы Сан-Квентин доставлены двое других членов их банды — Дон (Лайл Тэлбот) и Датч (Гарольд Хили). Во время посещения Лефти рассказывает Нэн, что они задумали совершить побег. Они собираются проделать туннель в женское отделение, где слабее охрана, а оттуда сбежать на свободу. В этой связи Лефти просит Нэн сделать план женской тюрьмы, а также изготовить слепок ключа от дверей в женском отделении. Лефти предлагает бежать с ними и Нэн, однако она отказывается, заявляя, что благодаря своему влиянию на Слейда рассчитывает вскоре получить условно-досрочное освобождение. Вскоре Нэн отвечает на очередное письмо Слейда, а затем во время очередного визита Лефти тайно передаёт ему план тюрьмы. Нэн также налаживает тёплые отношения надзирательницей Нунэн (Рут Доннелли), и однажды, отвлекая её разговорами, незаметно делает слепок ключа. Вскоре Сестра Сьюзи намеренно подставляет Нэн, и ту на 30 дней направляют на работы в прачечную, лишая всех привилегий, в том числе свиданий и переписки. В результате Нэн не может передать Лефти слепок ключа. На её счастье появляется Слейд, который через руководство тюрьмы добивается с ней свидания. Во время свидания Нэн нежно обнимает и целует Слейда, незаметно подкладывая в его карман письмо для Лефти с рисунком ключа. По пути домой Слейд находит в кармане письмо для Лефти, которое, не читая, бросает в почтовый ящик. Однако, Лефти по указанному адресу нет, так как за неделю до того он попал в тюрьму. Тюремщики вскрывают письмо Нэн, передавая его начальнику тюрьмы, которому становится ясен план побега. В ночь побега Дон и Датч по туннелю добираются до камеры Нэн, пытаясь пробить в стене дыру. В этот момент появляются вооружённые надзиратели, которые расстреливают обоих беглецов. Когда начальник тюрьмы отказывает Нэн в удо за её содействие в организации побега, она клянётся отомстить Слейду, считая, что это он сдал план побега властям. Когда, Нэн, наконец, выходит на свободу, она сразу же направляется на религиозную службу ривайвелистов, которую проводит Слейд. Сьюзи, которая поёт в церковном хоре, замечает Нэн. В конце службы её замечает и Слейд, приглашая пройти в свой кабинет. Оставшись с ним наедине, Нэн показывает Слейду свою фотографию с Доном и Датчем, говоря, что по его вине они мертвы. Когда она обвиняет проповедника в том, что он передал её письмо полиции, тот искренне заявляет, что первый раз слышит о подготовке побега. Однако возбуждённая Нэн достаёт из сумочки пистолет и стреляет в Слейда, раня его в руку. После этого у Нэн наступает мгновенное раскаяние, и она произносит: «Я не хотела делать этого». Не теряя духа, Слейд поднимается и утешает Нэн словами, что всё в порядке. Когда в помещение врываются сотрудники церкви и прихожане, Слейд заявляет, что за выстрел они ошибочно приняли звук автомобиля на улице. Однако Сьюзи, которая подсматривала за сценой в замочную скважину, заявляет прибывшему вскоре детективу Трейси, что видела, как Нэн стреляла в Слейда. Тем не менее проповедник настаивает, что никто в него не стрелял, более того, он сделал Нэн предложение, которое та приняла. Нэн дезавуирует показания Сьюзи, незаметно закрыв замочную скважину карточкой «Не беспокоить», а затем подтверждает слова Слейда, что согласилась стать его женой. Не выявив состава преступления, инспектор Трейси уходит, на прощание напоминая Слейду, чтобы тот позаботился о руке.

## В ролях
- Барбара Стэнвик — Нэн Тейлор
- Престон Фостер — Дэвид Слейд
- Лайл Тэлбот — гангстер Дон
- Дороти Бёрджесс — «Сестра» Сьюзи
- Лиллиан Рот — заключённая Линда
- Мод Эбёрн — Тётя Мэгги
- Рут Доннелли — надзирательница
- Гарольд Хьюбер — Лефти Симмонс
- Роберт Макуэйд — окружной прокурор Симпсон

## История создания фильма
Как отметил историк кино Эрик Вебер, фильм основан на пьесе «Женщины в тюрьме» актрисы Дороти Маккей, которая в своё время отбывала заключение в тюрьме Сан-Квентин. Маккей была приговорена к 1 до 3 лет за попытку скрыть факты по делу об избиении до смерти своего мужа, театрального актёра Рэя Рэймонда. В 1927 году Рэймонд умер в результате пьяной драки между ним и киноактёром Полом Келли. У Келли и Маккей был роман, который и спровоцировал драку. В 1931 году Келли, который отбыл 25-месячный срок в тюрьме Сан-Квентин, женился на Маккей, которая провела в тюрьме 10 месяцев. Как далее пишет Вебер, «Маккей с пользой провела время в тюрьме», где осуществила несколько постановок, собрав актёрскую труппу из женщин-заключённых, включая убийц. Маккей «вела записи о женских судьбах и об условиях тюремной жизни, впоследствии использовав этот материал при написании пьесы». Пьеса, согласно информации журнала Variety, была поставлена в Лос-Анджелесе с Маккэй в главной роли. По словам Вебера, пьеса «была принята позитивно, что в конце концов, и привело к тому, что Warner Bros купила на неё права и сделала этот фильм».
Альтернативными названиями фильма были «Женщины в тюрьме», «Леди № 6142», «Заключённая № 6142» и «Преданная».

## Субжанр «женщины в тюрьме»
Вебер отмечает, что этот фильм положил начало субжанру «женщины в тюрьме», который впоследствии так «полюбили поклонники культовых и эксплуатационных фильмов», и «многолетняя популярность которого продолжается по сей день». Как пишет киновед, «начав с такой влиятельной и устанавливающий клише картины», как «В клетке» (1950), жанр стал набирать популярность с такими фильмами, как «Женская тюрьма» (1955), «Дом женщин» (1962) и испано-итальянский фильм «99 женщин» (1969) с Мерседес Маккембридж. Как далее отмечает Вебер, в 1970-е годы самым лучшим фильмом жанра стал «Страсть за решёткой» (1974) Джонатана Демми с Барбарой Стил в роли злобной, прикованной к креслу-каталке надзирательницы. С тех пор, по словам киноведа, жанр «женщины в тюрьме» повысил уровень обнажённости и насилия, а также стал использовать более ироничный подход в таких вызывающих и низкопробных фильмах, как «Женщины за решёткой» (1983) и «Девушки из исправительной колонии» (1986).

## Оценка фильма критикой
Фильм получил противоречивые отклики критики, отметившей его силу в показе тюремной жизни и образов заключённых, но низко оценившей драматический уровень остальной части картины. Так, после выхода фильма на экраны обозреватель «Нью-Йорк Таймс» Андре Сеннвалд назвал его «жестокой драмой», но при этом «настолько же сумасбродной, насколько сумасбродна романтическая сцена» в финале. При этом критик отметил, что «тюремные сцены обеспечивают фильму определённый драматический интерес». По его мнению, «он силён, прежде всего, своим рассказом о поведении заключённых, их проступках и преступлениях, их жизни на свободе, их находчивости в придании тюремному быту домашнего уюта, и выразительным показом гордости, ревности, тщеславия и других чисто женских эмоциональных проявлений». Критик особенно отметил исполнение ролей заключённых актрисами «Мод Эбёрн, Лиллиан Рот, Дороти Бёрджесс и мадам Сульт-Ван, которые придают этой части картины разнообразие тонов и образов». Что же касается «Барбары Стэнвик и Престона Фостера, то они умело исполняют главные роли, однако в их истории очень мало правдоподобия».
Современный историк кино Деннис Щварц назвал ленту «устаревшим фильмом о женской тюрьме», которому «для остроты и вкуса требуется нечто большее, чем крутая Барбара Стэнвик». По мнению критика, сценаристы написали «смехотворный» сценарий, который «режиссёры не смогли удержать от глупости». Как далее пишет Шварц, фильм предлагает «голливудскую версию тюрьмы, которая скорее напоминает рекреационный центр», а «показанные в фильме обычные стереотипные образы заключённых не представляют особого интереса». При этом, «поскольку фильм был выпущен в эпоху до вступления в силу Производственного кодекса», в нём «есть несколько пикантных реплик», а также «намёк на лесбийские отношения между мужиковатой заключённой и весёлой блондинкой». В целом же, как считает Шварц, единственная причина, по которой «фильм может претендовать на славу, заключена в том, что он положил начало жанру „женщина в тюрьме“». 
Историк кино Крейг Батлер также отметил, что этот фильм стал «родоначальником жанра „женщина в тюрьме“, достигшего своего пика в 1950-е годы». Как далее указывает Батлер, «фильм доставит истинное наслаждение любителям крутых дамочек, которые сыпят броскими фразами, словно в трактире». Вместе с тем, «как это часто бывает в фильмах такого жанра, сюжет содержит несколько провалов в плане правдоподобия. Большинство из них терпимы и даже забавны, но последняя сцена — в которой героиня стреляет и ранит человека, которого ненавидит, чтобы немедленно объявить о своей любви к нему, после чего он заявляет копам, что всё в порядке и собирается на ней жениться — это уже чересчур». Кроме того, как полагает критик, «немного сложно поверить в мягкие условия содержания в женской тюрьме, больше напоминающие загородный клуб, включая камеры с кружевными занавесками, которые больше похожи на гостиничные номера». Однако благодаря «единственной и неповторимой Барбаре Стэнвик, которая вносит свою особую магию в пикантный обмен репликами», зритель «с радостью не заметит проблемы со сценарием». Если к этому «добавить игру актёров второго плана», то в итоге, по словам Батлера, «вы получите картину, которая, вероятно, и не выдающаяся, но определённо занимательная».
Эрик Вебер отметил, что фильм «проходит через все стандартные клише тюремного жанра, которые сделают более поздние фильмы жанра столь запоминающимися». Среди них — «крупные, дородные надзирательницы, коварные и ревнивые соперницы по камере, серьёзный начальник тюрьмы, а также странные и гротесковые старые заключённые». Фильм также кратко и тонко намекает на лесбиянство, показывая «мужиковатую, курящую сигары заключённую, которая напрягает мышцы перед восхищённой подругой». И, конечно, «ни один спектакль о женщинах за решёткой не будет полным без ожидаемой женской драки, которая есть и в этом фильме». Однако, по мнению Вебера, «к сожалению, драматизм тюремной жизни оставлен на втором плане» в этой истории, которая делает акцент на романтических отношениях главных героев. Что же касается актёрской игры, то Стэнвик, по мнению критика, «излучает лишённые переигрывания естественность и жизненную правду. Она бросает свои ехидные фразы и источает злобу, но при этом смотрится довольно симпатично в своём искреннем желании исправиться».